# Membre de Marivaux
Le membre de Marivaux, du ressort de Janvry, appartient aux Hospitaliers de l'ordre de Saint-Jean de Jérusalem qui lui fut vendu en 1749 par André Haudry seigneur de Soucy. Il faisait partie de la Commanderie du Déluge.

## Sources
- Eugène Mannier, Les commanderies du grand prieuré de France d'après les documents inédits conservés aux archives nationales à Paris, Paris, 1872 (lire en ligne)